# Gnathochromis permaxillaris
Gnathochromis permaxillaris är en fiskart som först beskrevs av David, 1936.  Gnathochromis permaxillaris ingår i släktet Gnathochromis och familjen Cichlidae. IUCN kategoriserar arten globalt som livskraftig. Inga underarter finns listade i Catalogue of Life.